# إليوت هاندلي
إليوت هاندلي (بالإنجليزية: Elliott Hundley)‏ هو فنان أمريكي، ولد في 1975.